# 鲁西 (意大利)
鲁西是意大利艾米利亚-罗马涅大区拉韦纳省的一个镇，面积46.1平方公里，2004年人口10,723人。